# Paullinia josecuatrii
Paullinia josecuatrii är en kinesträdsväxtart som beskrevs av Macbride. Paullinia josecuatrii ingår i släktet Paullinia och familjen kinesträdsväxter. Inga underarter finns listade i Catalogue of Life.